# DIVV
DIVV(1998년 8월 26일 ~)는 대한민국의 래퍼다. 2021년 PILLOW '혼자가 아냐' 피처링으로 데뷔했다.

## 방송
- 쇼미더머니 11 (2022) - Top108

## 음반
- BAD PROBLEMS (2022)
- Say Hi (2023)

## 작사/작곡/편곡
- PILLOW <혼자가 아냐> (2021) - 작사/작곡
- DIVV <BAD PROBLEMS> (2022) - 작사/작곡/편곡

## 피처링
- PILLOW <혼자가 아냐> (2021)